# Rio Piraí-Mirim
O rio Piraí-Mirimé um curso de água do estado do Paraná, no Brasil. O rio corta o município de Piraí do Sul. O nome do rio foi homenageado no nome do município instalado em 1882. Mas tarde o município deixou de se denominar Piraí-Mirim para denominar-se Piraí do Sul. O rio Piraí-Mirim desagua no rio Iapó.

## Topônimo
O nome "Piraí-Mirim" tem origem na língua tupi e significa "pequeno rio dos peixes", através da junção dos termos pirá (peixe),  'y (rio) e mirim (pequeno).